# (174758) 2003 VX2
2003 في أكس 2 (ويعرف أيضًا باسم (174758) 2003 في أكس 2 وفق تسمية الكوكب الصغير) (بالإنجليزية: 2003 VX2)‏ هو كويكب ضمن حزام الكويكبات؛ وترتيبه 174758 من حيث الاكتشاف.
اكتُشف هذا الجُرم الفلكي بواسطة جيمس ويتني يونغ في 14 نوفمبر 2003.

## وصلات خارجية
- (174758) 2003 VX2 في قاعدة بيانات مختبر الدفع النفاث لأجرام النظام الشمسي الصغيرة

- الاكتشاف · مخطط المدار ·  العناصر المدارية · المعلمات المادية

- (174758) 2003 VX2 على موقع ويكي سكاي: DSS2, SDSS, GALEX, IRAS, Hydrogen α, X-Ray, Astrophoto, Sky Map, Articles and images